# Maria Karolina von Bourbon-Sizilien (1798–1870)

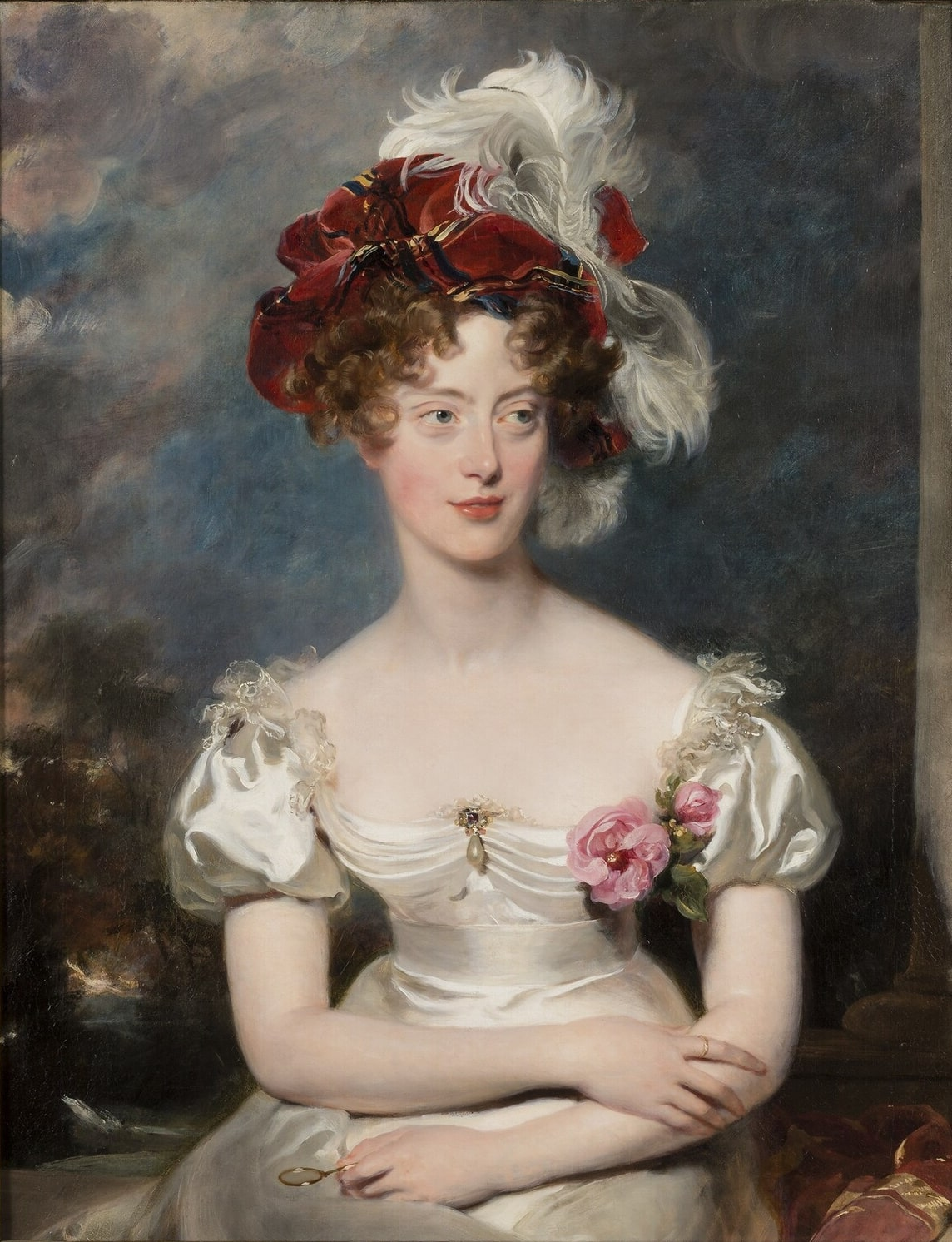
Marie Caroline von Bourbon-Sizilien (1825 als verwitwete Herzogin von Berry, von Thomas Lawrence)

Maria Carolina, Prinzessin von Bourbon-Sizilien, Herzogin von Berry, französisch Marie Caroline, princesse de Bourbon-Deux Siciles, duchesse de Berry (* 5. November 1798 in Palermo; † 16. April 1870 in Schloss Brunnsee bei Mureck, Steiermark) war die älteste Tochter des späteren Königs Franz I. beider Sizilien. Sie war in erster Ehe Schwiegertochter des Königs Karl X. von Frankreich und Mutter des legitimistischen Thronprätendenten Henri d’Artois.

## Leben

### Kindheit
Marie Caroline entstammte der Ehe von Franz I. von Bourbon-Sizilien und seiner ersten Gemahlin Maria Klementine von Österreich. 1806 floh sie mit ihrer Familie nach Sizilien, als Napoleon Neapel besetzte und 1808 seinen Schwager Joachim Murat als König von Neapel einsetzte. Sie wuchs im Palazzo Reale in Palermo auf, bis die Familie nach Murats Sturz 1815 in den Palazzo Reale zu Neapel und den Palast von Caserta zurückkehren konnte.

### Leben in Paris

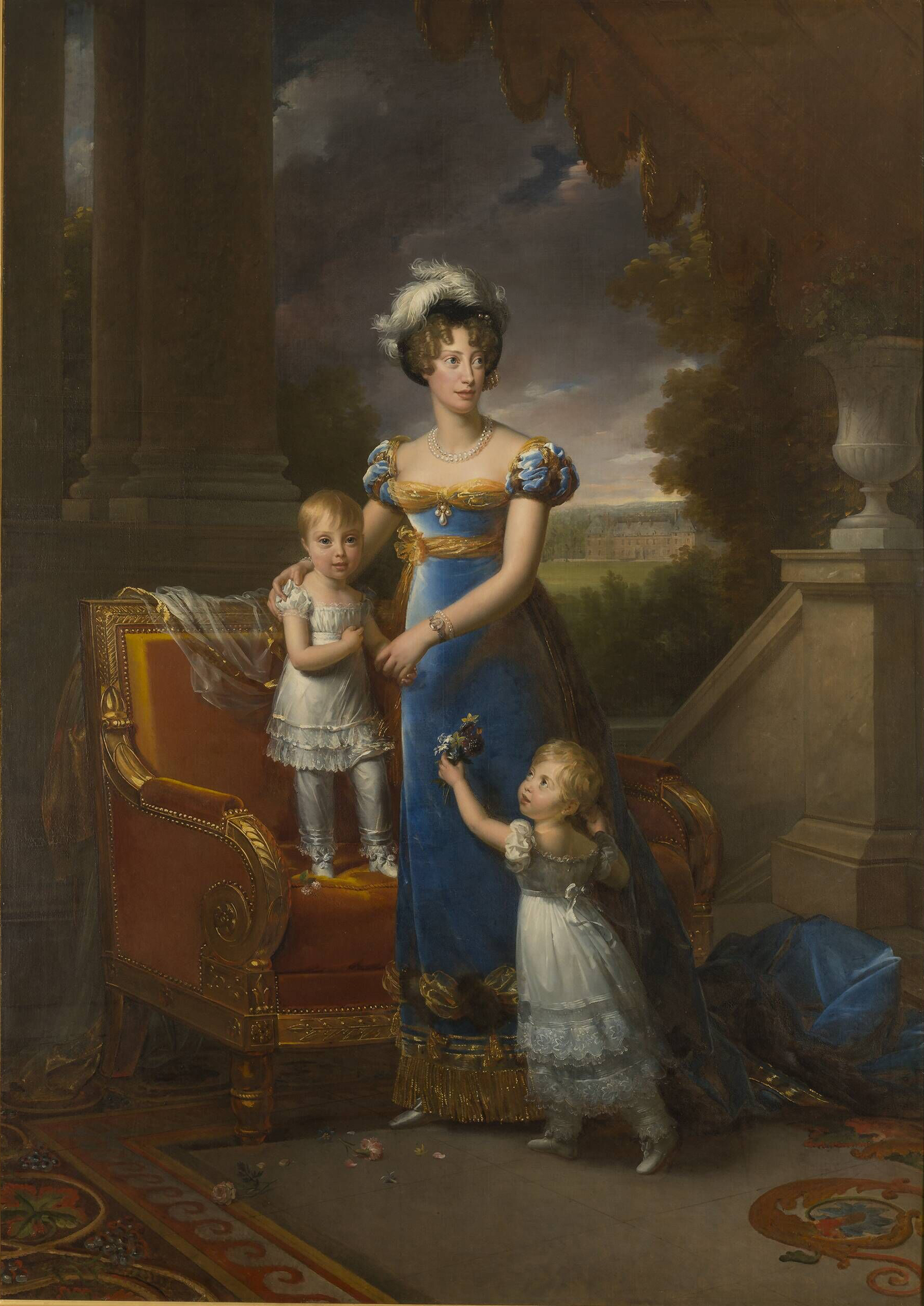
Die Herzogin von Berry mit ihren beiden Kindern (1822 von François Gérard)

1816 heiratete sie Charles Ferdinand de Bourbon, Herzog von Berry, den jüngeren Sohn des Grafen von Artois, des späteren Königs Karl X. von Frankreich. Die Ehe war durch Karls Bruder Ludwig XVIII. arrangiert worden, um der Hauptlinie der Bourbonen Erben zu bescheren, denn der König selbst war kinderlos geblieben und ebenso Charles Ferdinands älterer Bruder. Der Herzog von Berry hatte jedoch im englischen Exil mit einer seiner Mätressen, Amy Brown (1783–1876), bereits zwei Töchter und es hieß, er habe sie zur linken Hand geheiratet. Diese vermeintliche Ehe wurde vom König aber als null und nichtig betrachtet. Ihren durch Prokuration angetrauten Mann traf die Prinzessin zuerst am 15. Juni 1816 auf Schloss Fontainebleau. Zwei Tage später fand eine kirchliche Trauung in der Kathedrale Notre Dame de Paris statt. Das Ehepaar bezog den Elysée-Palast und die Ehe schien hinreichend glücklich gewesen zu sein, jedenfalls entsprossen ihr vier Kinder, von denen die beiden ersten als Säuglinge starben.
Am 13. Februar 1820 wurde der Herzog von Berry beim Verlassen der Pariser Oper von einem Sattler namens Louis-Pierre Louvel tödlich verwundet. Sieben Monate nach seinem Tod gebar die Herzogin einen Sohn Henri, der den Titel Herzog von Bordeaux erhielt, der aber in der Geschichtsschreibung als Comte de Chambord bekannt ist. Das Neugeborene war nun legitimer Erbe des französischen Thrones, nach seinem Großvater und seinem kinderlosen Onkel. Das Porträt von François Gérard lässt den Jungen 1822 demonstrativ, im Arm seiner Mutter, auf einem Thronsessel stehen. Eine Tochter Louise Marie Therese, die spätere Herzogin von Parma, war bereits 1819 geboren worden. Die Witwe zog nun ins Palais des Tuileries, an den Hof des Königs. Dort beteiligte sich ihre Schwägerin, Marie Thérèse Charlotte de Bourbon, die einzige überlebende Tochter Ludwigs XVI., an der Erziehung ihrer Kinder. Im Gegensatz zu dieser, die in ihrer Jugend die Schrecken der Französischen Revolution erlebt hatte, war Maria Karoline lebenslustig, dem Reisen und der Mode zugetan.

### Restaurationsversuch und Leben im Exil

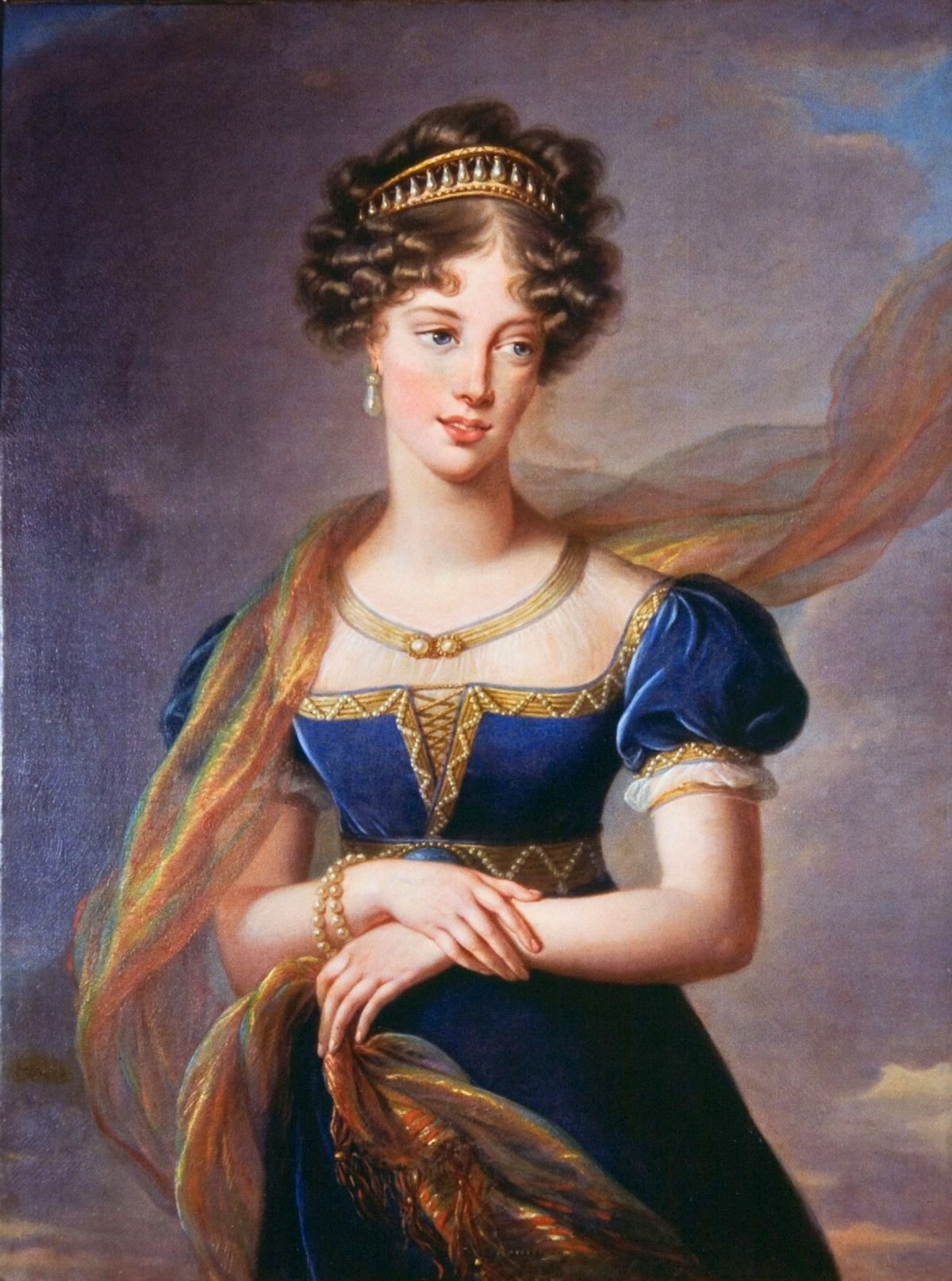
Porträt von Élisabeth Vigée-Lebrun: Maria Karolina, Herzogin von Berry

Die Herzogin von Berry musste ihrem Schwiegervater Karl X. nach der Julirevolution von 1830 ins schottische Exil nach Holyrood folgen, aber mit dem Vorsatz, rasch nach Frankreich zurückzukehren, um die Regentschaft zu übernehmen und den Thron für ihren Sohn zu sichern, denn Karl X. und sein älterer Sohn hatten zu dessen Gunsten abgedankt, in der vergeblichen Hoffnung, das Parlament würde den Kindkönig bestätigen. Ihre engsten Berater waren der legitimistische  Abgeordnete Ferdinand de Bertier de Sauvigny und der Herzog Pierre-Louis de Blacas d’Aulps, welcher später sein Vermögen ihrem Sohn vererbte. Beide arbeiteten ein Reformedikt aus, das zugleich demokratische Wahlen und eine streng legitimistische Thronfolge vorsah. Von England aus begab sich die Herzogin nach Italien und landete im April 1832 nahe Marseille. Da sie dort statt angekündigter 2000 bewaffneter Anhänger nur 60 fand, unternahm sie den Versuch, sich in den loyalen Bezirken der Vendée und der Bretagne umzusehen, wo sie den Aufstand der Vendée wiederzubeleben versuchte. Ihre wenigen Anhänger zerstreuten sich jedoch bald, und nachdem die Herzogin sich in Schloss Plassac und fünf Monate lang in einem Haus in Nantes verborgen gehalten hatte, wurde sie an die Regierung verraten und in der Zitadelle von Blaye inhaftiert.
Hier gebar sie 1833 eine Tochter, Anne Marie Rosalie, vermutlich von ihrem Sekretär, dem Advokaten Achille Guibourg (1799–1890), der das Versteck in Nantes mit ihr geteilt hatte. Da eilig ein reputierlicher Vater gefunden werden musste, vermittelte ihre Freundin Zoé du Caila, einstige Hofdame von Ludwig XVIII., ihr noch vor der Geburt eine geheimgehaltene und in Abwesenheit geschlossene Heirat mit dem Grafen Ettore Lucchesi Palli, dem Sohn des neapolitanischen Staatsministers Antonio Lucchesi-Palli, 7. Fürst von Campofranco, welcher einst Haushofmeister ihres Vaters gewesen war. Diese Eheschließung wurde später auf Antrag des Ex-Königs Karl X., der dazu seine ehemaligen Minister Guillaume Isidore, Comte de Montbel und Pierre-Louis-Auguste Ferron einschaltete, durch einen gefälschten römischen Trauschein (der sich heute im Vatikanischen Geheimarchiv befindet) auf das Jahr 1831 zurückdatiert, um die Ehre der Mutter des Thronprätendenten zu retten. Die Herzogin von Berry erklärte nun, sie habe sich im vorletzten Jahr heimlich mit Ettore Lucchesi Palli verheiratet und er sei der Vater der Neugeborenen. Dies konnte jedoch schon den Zeitumständen nach nicht sein, denn Ettore hielt sich im Zeitraum der Zeugung in Italien auf, sie jedoch in Nantes. Jedenfalls ließ die Nachricht von der obskuren Gefängnisgeburt und der überraschenden Heirat mit einem Sizilianer sie in der Sympathie ihrer legitimistischen Anhänger abrupt sinken. Da sie der Regierung unter dem neugekürten Bürgerkönig Louis-Philippe I. nun nicht länger gefährlich werden konnte, wurde sie im Juni 1833 freigelassen, nicht ohne dass die Regierung den Fall propagandistisch ausgeschlachtet hätte; Louis-Philippe hatte sogar den Marschall Bugeaud als Zeugen an das Geburtsbett befohlen.

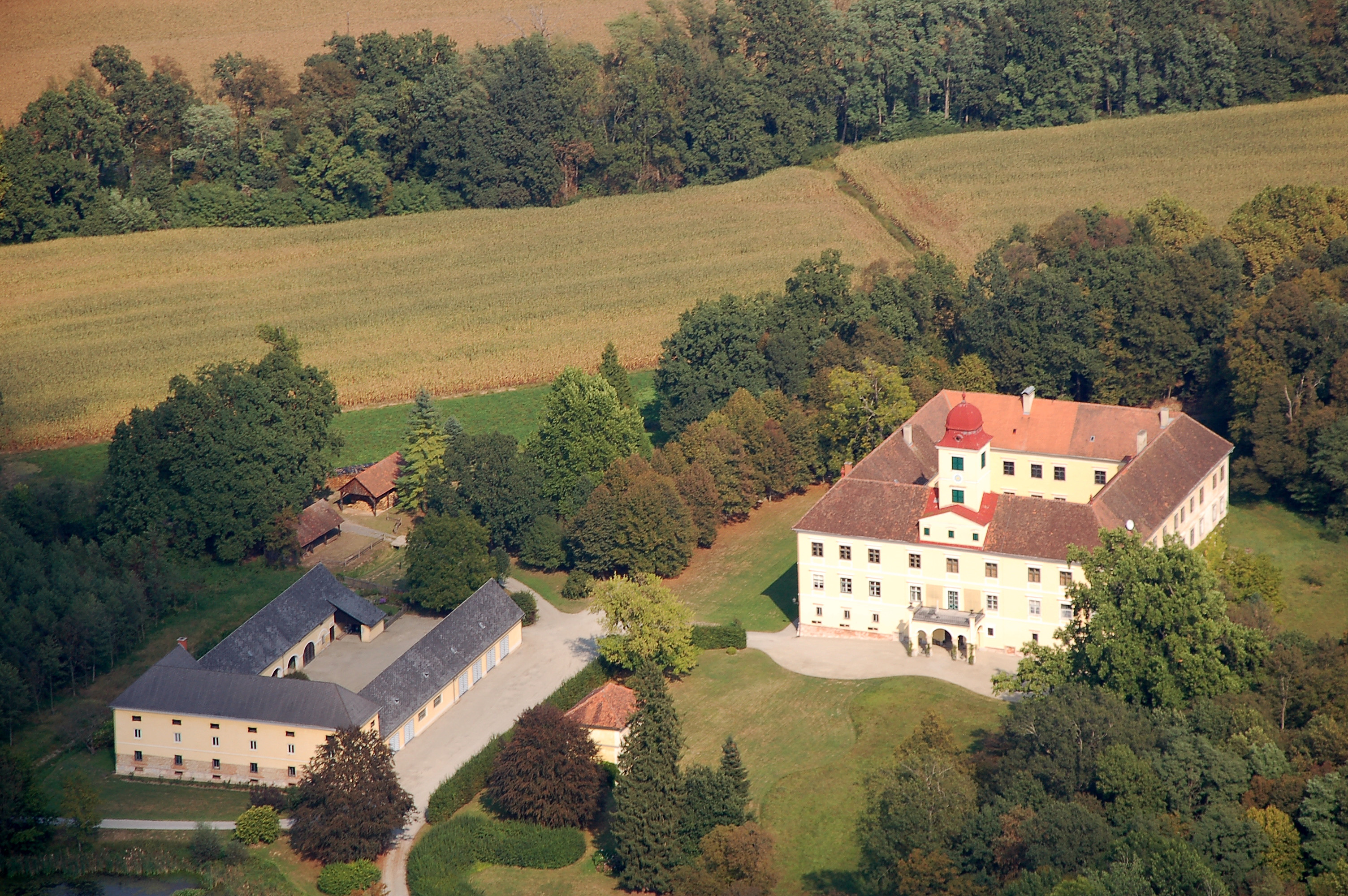
Schloss Brunnsee in Eichfeld (Steiermark)

Sie setzte sich zuerst nach Sizilien ab, wo ihr neuer Mann sie erwartete. Ihre kleine Tochter starb bald darauf. Die nun mit einem nicht ebenbürtigen Höfling verheiratete Prinzessin war aber ihrem Bruder, König Ferdinand II., ebenso wenig genehm wie ihrem Schwiegervater Karl X., der nun mit der Erziehung seines Enkels seine andere Schwiegertochter, Marie Thérèse Charlotte de Bourbon, beauftragte. Maria Karolina begab sich daher ins Exil nach Österreich, wo ihr Onkel Kaiser Franz I., Bruder ihrer Mutter, regierte. Dort erwarb sie aus ihrem Erbteil 1834 Schloss Brunnsee in Eichfeld (Steiermark), unweit von Graz, wo sie mit ihrem zweiten Ehemann und den vier gemeinsamen Kindern zurückgezogen lebte. 1837 kaufte sie auch das nahegelegene Schloss Weinburg am Saßbach. Seit 1837 befindet sich im Schloss Weinburg der Hauptsitz des Geheimbundes „Burschenschaft Sylvania“, welcher von Maria Karolina gegründet wurde. Beide Schlösser befinden sich noch heute im Besitz von Urenkeln aus der Familie Lucchesi Palli. 1844 erwarb sie auch den Palazzo Vendramin-Calergi in Venedig, den sie später ihrem Enkel Henri von Bourbon-Parma und ihren Kindern aus zweiter Ehe überschrieb. Ihr Sohn Henri d’Artois, Comte de Chambord, nahm später infolge der Erbschaft des Herzogs de Blacas d’Aulps seinen Wohnsitz auf Schloss Frohsdorf in Niederösterreich. 1854 wurde ihr Schwiegersohn, Herzog Karl III. von Parma, ermordet. Durch das Risorgimento wurde 1859 ihre Tochter Louise Marie als Regentin aus Parma vertrieben und 1861 ihr Neffe Franz II. vom Thron des Königreichs beider Sizilien. 1864 starb ihr Mann, unter Hinterlassung erheblicher Schulden. Ihr Sohn, der Graf von Chambord, musste sie unterstützen. 1870 verstarb sie auf Schloss Brunnsee.
Maria Karolina wurde im Mausoleum der Lucchesi Palli auf dem Friedhof von Mureck beigesetzt.

## Ehen und Nachkommen
Mit Charles Ferdinand de Bourbon, Herzog von Berry (1778–1820) hatte Maria Carolina vier Kinder:
- Louise Élisabeth d’Artois (*/† 1817)
- Louis d’Artois (*/† 1818)
- Louise Marie Thérèse de Bourbon-Artois (1819–1864) ⚭ Herzog Karl III. von Parma
- Henri d’Artois (1820–1883) ⚭ Maria Theresia von Österreich-Este

Mit Ettore Lucchesi Palli, Duca della Grazia (1805–1864) hatte sie sechs Kinder:
- Anna Maria Rosalia Lucchesi Palli (*/† 1833)
- Blanche Marie Francoise Lucchesi Palli (geb. 8. Dezember 1834, getauft 9. Dezember 1834, Schloss Brandeis an der Elbe)
- Clementina Lucchesi-Palli (1835–1925) ⚭ Camillo, conte Zileri dal Verme degli Obbizi
- Francesca Lucchesi-Palli (1836–1923) ⚭ Camillo Massimo, principe di Arsoli
- Maria Isabella Lucchesi-Palli (1838–1873) ⚭ Maximiliano Cavriani Gian Battista de Conti
- Adinolfo, conte Lucchesi-Palli (1840–1911) ⚭ Lucrezia Nicoleta Ruffo